# Strain
En música, se denomina strain a una serie de frases musicales que son notadas entre barras dobles y que constituyen una sección dentro de una determinada obra musical. Normalmente, contiene melodías primarias o secundarias que se repiten a lo largo de la obra, con el objeto de hacer más evidente la melodía principal de la pieza musical en cuestión. Es especialmente reconocible en el ragtime y las marchas.